# Parque nacional del Río Gambia
Parque Nacional del Río Gambia (en inglés: River Gambia National Park) es un parque nacional en el país africano de Gambia.
Establecido en 1978, el parque está situado en el distrito de Niamina este, de la División Central del Río. Se encuentra en la margen izquierda del río Gambia. El parque incluye unas 585 hectáreas del archipiélago de las islas Baboon, que consiste en una gran isla y cuatro más pequeñas. El parque nacional no está abierto al público.